# Bjerringbro-Silkeborg
Bjerringbro-Silkeborg Elitehåndbold ist ein dänischer Handballverein aus Silkeborg. Bjerringbro-Silkeborg spielt in der dänischen Håndboldligaen. Im Jahr 2016 gewann die Männermannschaft die dänische Meisterschaft. Heimspiele werden in den Silkeborg-Hallerne mit einer Kapazität von 2500 Zuschauern absolviert.

## Geschichte
Der Verein entstand bei der Fusion der Vereine Bjerringbro FH und Silkeborg-Voel KFUM. In der Saison 2010/11 belegte man in der Liga den sechsten Platz, was zur Teilnahme an den Play-offs berechtigte. Die Gruppe B der Play-offs gewann man verlustpunktfrei. Im Finale spielte man gegen AG København, dies verlor man allerdings nach zwei Niederlagen. In der Saison 2011/12 spielte man international in der Champions League. Dort schied man als Letzter der Gruppe B, gegen die Füchse Berlin, KC Veszprém, BM Atlético de Madrid und andere, aus.

## Kader 2024/25
| Nr. | Name                       | Geburtstag        | Nation   | Position |
| --- | -------------------------- | ----------------- | -------- | -------- |
| 01  | Mikkel Løvkvist            | 31. Juli 2002     | Danemark | Tor      |
| 12  | Kasper Larsen              | 18. März 1989     | Danemark | Tor      |
| 03  | Victor Ilsøe               | 10. Juli 2004     | Danemark | RA       |
| 04  | Patrick Boldsen            | 9. April 2003     | Danemark | RA       |
| 07  | Nikolaj Øris Nielsen       | 26. März 1986     | Danemark | RR       |
| 09  | Guðmundur Bragi Ástþórsson | 17. Juli 2002     | Island   | RM       |
| 11  | Rasmus Lauge Schmidt       | 20. Juni 1991     | Danemark | RM       |
| 14  | Alexander Lynggaard        | 27. März 1990     | Danemark | KM       |
| 17  | August Fridén              | 17. Dezember 2003 | Danemark | LA       |
| 19  | René Toft Hansen           | 1. November 1984  | Danemark | KM       |
| 21  | Gustav Bundgaard           | 20. Juni 2006     | Danemark | RR       |
| 22  | Anders Zachariassen        | 4. September 1991 | Danemark | KM       |
| 23  | Mads Lenbroch              | 5. März 2000      | Danemark | RA       |
| 26  | Peter Balling              | 5. April 1990     | Danemark | RR       |
| 32  | Nikolaj Læsø               | 15. November 1996 | Danemark | RL       |
| 34  | Morten Olsen               | 11. Oktober 1984  | Danemark | RM       |
| 97  | Magnus Rahbek              | 16. Juli 2004     | Danemark | RL       |

## Bekannte aktuelle und ehemalige Spieler
| - Kasper Nielsen - Rasmus Lauge Schmidt - Kjetil Strand - Nicolai Hansen - Fredrik Petersen - Robert Arrhenius | - Niklas Landin Jacobsen - Goran Kozomara - Adnan Harmandić - Milutin Dragićević - Damjan Blečić | - Audräy Tuzolana - Michael V. Knudsen - Lars Krogh Jeppesen - Strahinja Milić - Jóhan á Plógv Hansen |

## Die Saisonbilanzen
| Saison  | Liga                | Platz | Spiele | Tore        | Diff. | Punkte  |
| ------- | ------------------- | ----- | ------ | ----------- | ----- | ------- |
| 2010/11 | Jack & Jones Ligaen | 6.    | 26     | 0750 : 0658 | + 92  | 33 : 19 |
| 2011/12 | Jack & Jones Ligaen | 3.    | 25     | 0703 : 0642 | + 61  | 32 : 18 |
| 2012/13 | Jack & Jones Ligaen | 3.    | 26     | 0723 : 0635 | + 88  | 41 : 11 |